# Bhooria modulata
Bhooria modulata är en insektsart som beskrevs av William Lucas Distant 1908. Bhooria modulata ingår i släktet Bhooria och familjen dvärgstritar. Inga underarter finns listade i Catalogue of Life.